# Governador de Svalbard

Governador de Svalbard (Emblema)

O governador de Svalbard (em norueguês Sysselmesteren på Svalbard; até 2021 designado Sysselmannen på Svalbard) é o mais alto representante do Governo da Noruega no arquipélago, onde exerce funções de representação da soberania, e tem como principal incumbência cumprir e fazer cumprir as obrigações do Tratado de Svalbard.

## Funções do governador
É nomeado pelo rei da Noruega, sob proposta do Governo, reportando directamente para o ministro norueguês competente em matéria de justiça. Para além das funções de polícia civil e administrativa, cabe a ele defender os interesses noruegueses na área, incluindo a protecção do ambiente e dos recursos naturais, a política de pescas e de preservação da Zona Económica Exclusiva em torno das ilhas, mediação e arbitragem de conflitos, registo civil (incluindo casamentos e divórcios) e protecção civil (incluindo o registo de visitantes que partem para as zonas remotas e a coordenação da busca e salvamento).

Cabe ainda ao governador o controlo das fronteiras aéreas e marítimas e a verificação da conformidade da actividade económica na ilha com as provisões do Tratado de Svalbard, nomeadamente no que respeita ao trabalho remunerado de cidadãos das partes contratantes.
Um aspecto importante das funções de Governador é a manutenção de um relacionamento estável com os interesses russos na zona, nomeadamente com a comunidade de Barentsburg e com a actividade piscatória e naval russa na região.

## Gabinete do governador
Para cumprir a missão que lhe está confiada, o Governador é apoiado por um Gabinete com a seguinte composição:
- Uma secção de apoio com intérpretes de língua russa e conselheiros jurídicos;
- Técnicos de turismo;
- Um grupo de polícia, reforçada no verão com agentes adicionais;
- Um grupo técnico de protecção ambiental;
- Um grupo de apoio administrativo, incluindo gestão documental, gestão financeira e suporte em matéria de telecomunicações.

O governador tem à sua disposição helicópteros pesados de busca e salvamento e de evacuação aérea, operado por uma empresa da especialidade, um navio (fretado durante o verão), pequenos barcos patrulha, motos de neve e outros equipamentos necessários para o cumprimento das suas funções.
O orçamento anual do gabinete do Governador é aprovado pelo Storting (parlamento) norueguês, e ronda os 60 milhões de NOK, a maior parte do qual para transportes (incluindo o sistema de evacuação aérea).

## Lista de governadores
O cargo de governador foi criado em 1925 na sequência da assunção pela Noruega da soberania sobre Svalbard com a entrada em vigor do Tratado de Svalbard. Desde a sua criação até ao presente, o cargo foi exercido pelas seguintes pessoas:

- 1925 - 1935 Johannes Gerckens Bassøe
- 1933 - 1935 Helge Ingstad
- 1935 - 1941 Wolmar Marlow
- 1941 - 1945 Período de ocupação alemã da Noruega e evacuação de Svalbard.
- 1945 - 1956 Håkon Balstad
- 1956 - 1960 Odd Birketvedt
- 1960 - 1963 Finn Backer Midtbøe
- 1963 - 1967 Tollef Landsverk
- 1967 - 1970 Stephen Stephensen[2]
- 1970 - 1974 Frederik Beichmann
- 1974 - 1978 Leif Eldring
- 1978 - 1982 Jan S. Grøndahl
- 1982 - 1986 Carl A. Wendt
- 1986 - 1991 Leif Eldring
- 1991 - 1995 Odd Blomdal
- 1995 - 1998 Ann-Kristin Olsen
- 1998 - 2001 Morten Ruud
- 2001 - 2005 Odd Olsen Ingerø
- 2005 - 2005 Sven Ole Fagernæs
- 2005 - 2009 Per Sefland
- 2009 - 2015 Odd Olsen Ingerø
- 2015 - 2021 Kjerstin Askholt
- 2021 - atual  Lars Fause[3]